# The Sailor Song
The Sailor Song (acompanhado com o slogan "Guaranteed To Make You Feel Good!") é uma canção do grupo dinamarquês de Bubblegum dance Toy-Box. É o terceiro único single de seu álbum de estreia Fantastic. Mesmo que "The Sailor Song" não tenha tido sucesso como seus dois singles anteriores como "Tarzan & Jane" e "Best Friend", ainda é uma música favorita e bastante popular.

## Faixas e formatos
| Remix |                                               |         |  |
| N.º   | Título                                        | Duração |  |
| 1.    | "The Sailor Song" (Versão Max)                | 3:12    |  |
| 2.    | "The Sailor Song" (Extended Version)          | 4:08    |  |
| 3.    | "The Sailor Song" (Bulletproof Remix)         | 6:34    |  |
| 4.    | "The Sailor Song" (Elephant and Castle Remix) | 5:31    |  |
| 5.    | "The Sailor Song" (Radio edit)                | 3:05    |  |
| 6.    | "The Sailor Song" (Video edit)                | 3:24    |  |
| 7.    | "The Sailor Song" (Steelo Reggaeton Remix)    | 3:05    |  |

## Desempenho nas tabelas musicais

### Posições
| Tabela musical (1999)            | Melhor posição |
| -------------------------------- | -------------- |
| Países Baixos - (Tipparade)      | 1              |
| Países Baixos - (Dutch Top 40)   | 14             |
| Países Baixos - (Single Top 100) | 9              |